# 13084 Virchow
A 13084 Virchow (ideiglenes jelöléssel 1992 GC8) a Naprendszer kisbolygóövében található aszteroida. Freimut Börngen fedezte fel 1992. április 2-án.